# シログ

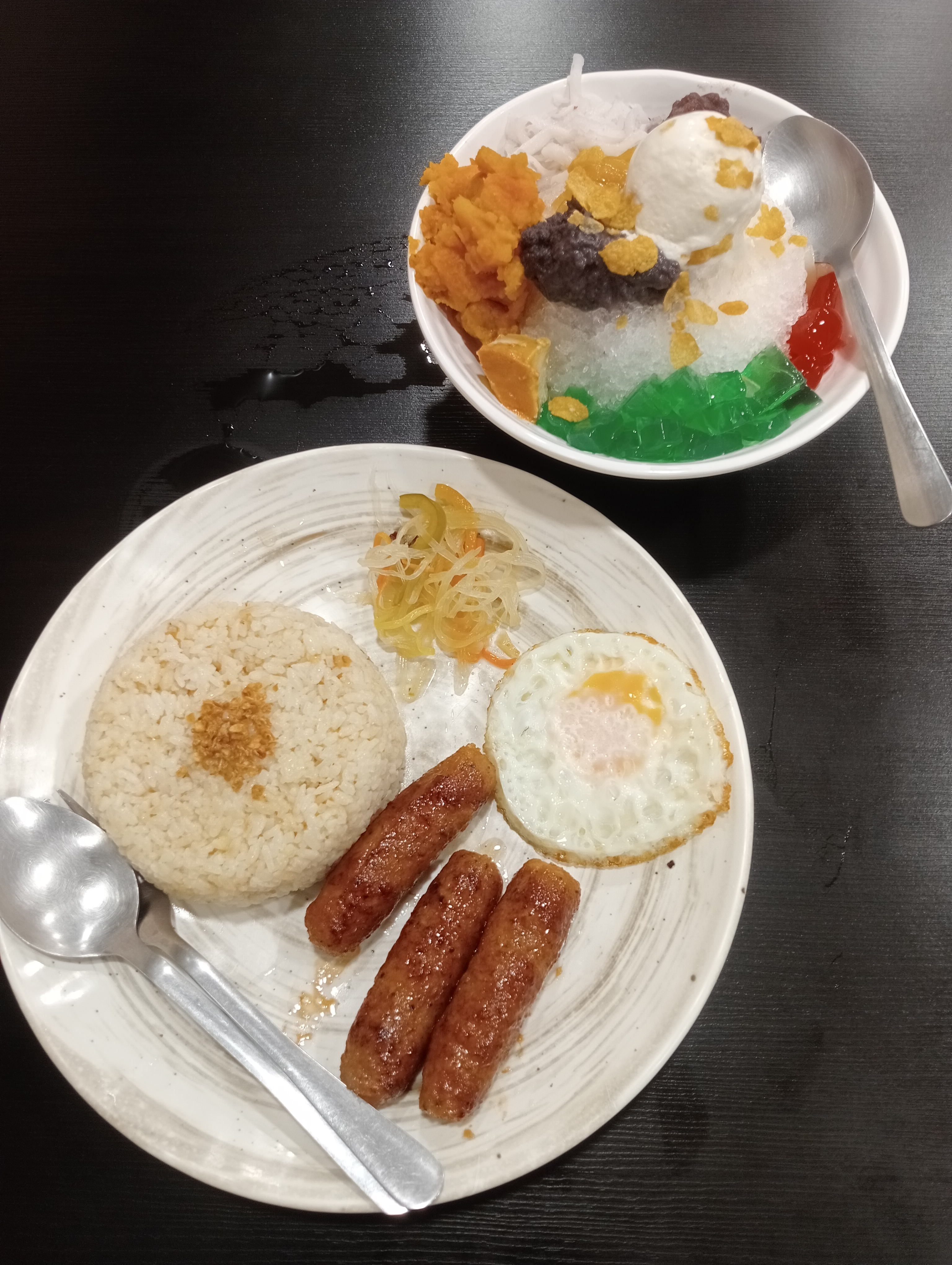
ロングシログとハロハロ（台中市）

シログ（タガログ語: silog）は、フィリピンの盛り合わせ料理。朝食としてよく食されている。

## 概要
ガーリックライスの「シナガグ（sinangag）」、サラダ、目玉焼きの「イトロッグ（itlog）」に何らかの肉料理を乗せたプレート料理が典型的なパターンである。
肉料理には以下のようなものが代表的とされる。
- ビーフタパ（英語版） - タパは肉を酢と醤油に漬け込んで甘辛く炒めた料理[1]。様々な肉で作られるが、牛肉を使用したもの。
- トシーノ - スライスした豚バラをスパイス、醤油、砂糖に付け込んで焼いた料理[1]。
- コーンビーフ
- ロンガニーサ - フィリピンの豚肉ソーセージ[1]。

例えば、トシーノを用いたシログをトシログ（タガログ語: tocilog）、タパを用いたシログをタプシログ（tapsilog）、ロンガニーサを用いたシログをロングシログ(longsilog)と呼ぶように、メインとなる肉料理によって名称は変化してくる。
上記のような肉料理以外にもマリネした魚のフライを用いたバンシログ（bangsilog）もある。
右手にスプーン、左手にフォークを使い、皿に乗っている料理を混ぜ合わせ、ビネガーをかけて食する。

## 歴史
かつてのフィリピンは肉食はあまり行われず、魚やイモを中心とした食生活であったが、諸外国の文化が入ってきたことで食生活も多様化していった。1980年代にアメリカ合衆国からファストフード文化が入ってくると、当時のフィリピンでは企業に勤める人も増えていたこともあり、外出先で手軽に食べられるハンバーガーなどのファストフードが一大ブームとなる。ハンバーガーよりも腹持ちがよく、スタミナがつく料理として、最初はマニラの小さな食堂で提供されたタプシログは、フィリピン人になじみ深い味つけもあって人気となってフィリピン全土に広がり、さまざまな店で、さまざまシログが生まれていった。